# Jesús Villaseñor
Jesús Villaseñor (Uruapán, Michoacán, 2 de noviembre de 1936) es un compositor mexicano de música de concierto, autor de 21 sinfonías.

## Biografía
Jesús Villaseñor nació en Uruapan, Michoacán, el 2 de noviembre de 1936. Fue el séptimo hijo de 12, y sus padres fueron el ganadero y comerciante Ludovico Villaseñor Tejeda y María Tejeda Arregui, quien se dedicaba a las labores del hogar.
A los siete años descubrió que quería ser músico tras escuchar a una vecina tocar el piano. Sus estudios formales de música comenzaron con Gregorio Oceguera quien le dio clases de solfeo y violín. Años después ingresó al Conservatorio Nacional de Música donde afianzó sus dotes a través del sus profesores, Rosalío Gutiérrez, José Pablo Moncayo, Jesús Estrada, Julián Orbón y Rodolfo Halffter, entre otros más. En el conservatorio formó parte de la orquesta sinfónica.
Villaseñor se ha desempeñado como investigador en la Sección de Investigadores del INBA. También ha dado clases en la Escuela Superior de Música, la Casa del Lago Juan José Arreola y en otros institutos como el Conservatorio Nacional de Música. Ha sido colaborador en el Departamento de Difusión Cultural de la UNAM. Forma parte de la Liga de Compositores de México y del Sistema Nacional de Creadores de Arte del Fondo Nacional para la Cultura y las Artes.

## Obra
Su obra abarca distintos géneros musicales, ha recibido encargos para la Basílica de Guadalupe y la inauguración del Museo Virreinal.
Ha escrito 20 sinfonías:
- Sinfonía No. 1. (1964). Está basada en el lenguaje moderno de Carlos Chávez, lleno de disonancias y pasajes cromáticos. Tiene dos partes, la primera de carácter rítmico y la segunda es lírica en allegro. El mismo Villaseñor la describe como una obra de “cromatismo libre”. Fue estrenada el 29 de julio de 1966 en el Palacio de Bellas Artes por la Orquesta Sinfónica de Xalapa.[5]
- Sinfonía No. 2, 'América Nueva' (1977). Tiene tres movimientos: el primero y segundo rápidos, y el central en tempo lento en forma de lied tripartito. Está dedicada al quinto centenario del descubrimiento de América celebrado en 1992, fecha en que la obra fue corregida. Fue estrenada en 2012, en la edición 40 del Festival Internacional Cervantino con la interpretación de la Orquesta Sinfónica de la Universidad de Guanajuato bajo la conducción de Juan Trigos.
- Sinfonía No. 3, 'Sinfonía Tríptica' (1977).
- Sinfonía No. 4 (Sinfonía para tres solistas y orquesta, 1988).
- Sinfonía No. 5 (Sinfonía para narradores, solistas, coro y orquesta, 1995).
- Sinfonía No. 6 (Sinfonía Concertante para órgano y orquesta, 2000).
- Sinfonía No. 7, 'Astrea'
- Sinfonía N. 8, 'Laberinto en Cangrejo' (2002).
- Sinfonía No 9 (Sinfonía concertante para violín y orquesta, 2004). Obra atonal dividida en tres movimientos: allegro-lento-allegro final.
- Sinfonía No 11 (2005), estrenada por la Orquesta de Cámara de Bellas Artes el 14 de noviembre de 2013.
- Sinfonía No 19, 'Arco Iris'.
- Sinfonía No 20, 'El tren de mi tierra' (2010).

16 poemas sinfónicos, entre los que se encuentran:
- Tlayolan III (1985)
- Los Devas están allí
- Jashua
- Pneuma (1987)
- Por Regiones (1996)
- Apocalipsis 21.2
- En Tierra Fértil

El Paisaje, para órgano.

## Discografía
- Jesús Villaseñor: Symphonies No. 1 & No. 11. Sinfónica de Oaxaca, dir. Juan Trigos, 2016[5]

### Antologías
- “Compositores Mexicanos Vol. III: Hérnandez Moncada, Quintanar, Sandi, Villaseñor, Velázquez”. Orquesta Sinfónica de la Universidad de Guanajuato, dir. Héctor Quintanar: Apocalipsis 21.2
- “Twentieth Century Mexican Symphonic Music Vol.4”, Orquesta Filarmónica de la Ciudad de México, dir. Eduardo Diazmuñoz: Pneuma